# Tommy Aldridge
Tommy Aldridge (Pearl, Mississippi, 15 de agosto de 1950) é um baterista de hard rock e heavy metal estadunidense. É conhecido por trabalhar com vários cantores, bandas e guitarristas virtuosos. Destacando-se o cantor Ozzy Osbourne,  Gary Moore, as bandas Black Oak Arkansas, Pat Travers Band, Thin Lizzy, Whitesnake e os guitarristas Yngwie Malmsteen e Vinnie Moore.
Aldridge aprendeu sozinho a tocar bateria e foi inspirado pelas bandas Cream, Beatles, The Jimi Hendrix Experience e Led Zeppelin e por bateristas como Joe Morello, Ginger Baker, Keith Moon e John Bonham. Durante sua carreira, tem sido lembrado como um dos pioneiros da técnica de dois bumbos.

## Equipamento

### Baterias
Yamaha
- 2x ABD-1524T (24"x18") Absolute Maple Nouveau Bass Drums
- 1x SD-4105 (14"x5.5") Brass Snare Drum
- 1x ATT-1512U (12"x9") Absolute Maple Nouveau Mounted Tom
- 1x ATT-1513U (13"x10") Absolute Maple Nouveau Mounted Tom
- 1x AFT-1516 (16"x16") Absolute Maple Nouveau Floor Tom
- 1x AFT-1518 (18"x16") Absolute Maple Nouveau Floor Tom
- 2x SKRM-100 Subkicks

### Pratos
Paiste
- 17" Signature Full Crash
- 18" 2002 Medium
- 20" 2002 Medium
- 13" 2002 Sound Edge Hi-Hats
- 14" 2002 Rock Hats
- 16" Signature Thin China
- 18" Rude Thin Crash
- 12" Signature Splash
- 18" 2002 Medium
- 16" Signature Thin China
- 15" Signature Fast Crash
- 22" 2002 Power Ride
- 19" Signature Power Crash
- 19" Rude Thin Crash
- 20" 2002 Medium Crash

### Sticks
- ProMark 2S Oak Signature Sticks

## Discografia

### Black Oak Arkansas
- If an Angel Came to See You ...
- Street Party
- Ain't Life Grand
- X-Rated
- Balls of Fire
- High on the Hog
- King Biscuit Flower Hour Presents Black Oak Arkansas
- Raunch 'N' Roll Live
- Live! Mutha
- Ten Year Over Night Success

### Pat Travers Band
- Heat In The Street
- Live! Go for What You Know
- Crash And Burn (1980)
- Live in Concert
- Radio Active

### Ozzy Osbourne
- Speak of the Devil (1982)
- Bark At The Moon (1983)
- Tribute  (1987, mas gravado em 1981/1980)

### Whitesnake
- Slip of the Tongue (1989)
- Live: in The Still Of The Night (2004)
- Live: In the Shadow of the Blues (2006)
- Made In Britain/The World Record (2013)
- The Purple Album (2015)
- The Purple Tour (2017)
- Flesh & Blood (2019)

### Manic Eden
- Manic Eden (1994)

### Outros Artistas
- Yngwie Malmsteen - Inspiration World Tour (1996)

- Ruby Starr - Scene Stealer
- Gary Moore - Dirty Fingers - Live At The Marquee
- Vinnie Moore - Mind's Eye
- Motörhead - March ör Die
- Steve Fister - Age of Great Dreams
- House Of Lords - Demons Down
- Thin Lizzy - One Night Only (2000)
- Ted Nugent - Full Bluntal Nugity
- John Sykes - 20th Century
- Patrick Rondat - Amphibia - On the Edge